# Ле фігаро

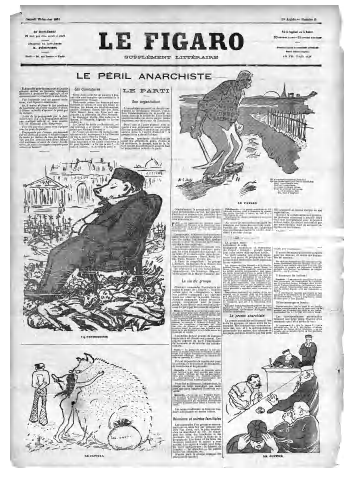
Недільний літературний додаток «Фігаро» за 1894 рік.

«Ле Фігаро́» (фр. Le Figaro) — щоденна французька газета, заснована 15 січня 1826 року. Назву отримала на честь Фігаро — героя п'єс Бомарше. З його ж п'єси «Весілля Фігаро» взято й девіз газети: «Де немає свободи критики, там жодна похвала не може бути приємною» («Sans la liberté de blâmer, il n'est point d'éloge flatteur»).
З 1866 року газета виходить щодня. 2010 року наклад становив близько 330 тис. примірників, у 2013-му — 329 175 екземплярів. Ціна — 2 євро.
У 1975 році газета була придбана Робером Ерсаном. 1999 року американський інвестиційний фонд Carlyle Group придбав 40 % акцій газети, а потім продав їх 2003 року. Станом на 2004 рік газета перебуває під контролем консервативного політика і мільярдера та голови французької аерокосмічної групи Dassault Aviation Сержа Дассо. В одному з радіоінтерв'ю Дассо заявив, що «газети повинні пропагувати здорові ідеї».
Вважається, що газета відображає офіційну точку зору французького уряду і взагалі помірковано правих партій. Через це «Фігаро» регулярно зазнає критики з боку «лівих» видань, таких як «Liberation», «Marianne» та інших.

## Історія

### З чого все починалось
Заснована 1826 року письменником Араго та поетом Алуа як сатиричний тижневик. Досить швидко зацікавила читачів цікавими питаннями та своєю жвавістю. Видання стало прототипом того штибу газет, за яким у Франції усталилося назву «boulevardiers» (бульварні).
Вільмесан, який викупив це видання в 1854 році, зміг залучити в газету знаменитих авторів, серед яких були Еміль Золя, Альберт Вольф, Альфонс Карр та інші. В умовах активних політичних дебатів, пов'язаних зі становленням інтелектуалів у Франції, газета стала набирати обертів. Перший номер «Ле Фігаро» як щоденника вийшов у 1866 р. і мав наклад 56 тис. примірників. Саме тоді газету переорієнтували на серйозну аудиторію.

### «Фігаро» у першій половині ХХ ст.
Наприкінці XIX — початку XX ст. газета ставала все популярнішою і все скандальнішою. Піка скандальності «Фігаро» досягла 16 березня 1914, коли її редактор Гастон Кальмет був убитий Генріеттою Колло, дружиною колишнього прем'єр-міністра Франції. До початку Другої світової війни «Ле Фігаро» стала однією з найпопулярніших газет у Франції.
Після окупації Парижа редакція «Ле Фігаро» влаштувалася в Ліоні, отримуючи субсидії від вішістського уряду, які надавали паризьким газетам, що перемістились до Південної зони. Оскільки газета закрилася в потрібний момент після окупації Південної зони в листопаді 1942 року, їй вдалося повернутися в своє приміщення на Єлисейських Полях, узурпувавши на час деякі гасла Опору. Відтоді вона стала впливовішою, ніж перед війною: якщо до війни наклад газети не перевищував 60-70 тис. примірників, то під керівництвом Бріссона «Ле Фігаро» стала однією з найбільших газет з накладом у понад 300 тис. примірників.
28 лютого 1947 виходить закон, за яким оголошувалися «незаконними» будь-які дії, що завдають шкоди тим, хто персонально або від імені колективу отримав дозвіл на випуск газети та іншого періодичного видання, будучи директором і головним редактором. Саме цей текст виявився корисним для «Ле Фігаро» та її директора, тому він відомий тепер як «закон Бріссона».
У травні 1950 було створено товариство, якому передавалося право управління всіма публікаціями групи «Ле Фігаро». Команда Бріссона отримала 5 місць із 7 в адміністративній раді товариства управління газетою і 2 місця з 7 в адміністративній раді власників капіталу. П'єр Бріссон став президентом адміністративної ради цих двох товариств: «суспільства управління газетою» і «суспільства власників». Одночасно пані Котнаряну, що до цього моменту була єдиною власницею «Ле Фігаро», поступилася половиною, розділивши на рівні частини, Жану Пруво і Фердинанду Беген.
Внаслідок цієї угоди у «Ле Фігаро» склалася структура, що не має аналогів у пресі. Вона забезпечує повне розділення між фінансовими інтересами «суспільства власників» та інтересами інтелектуальними «суспільства, що видає газету». «Наше видавниче товариство зі своїм капіталом в 1 млн франків — це скромне товариство. Воно не володіє і ніколи не буде мати, звичайно, великої власності. Але воно багате моральним капіталом, який неможливо підрахувати», — заявив Бріссон 13 травня 1950 року.
Ця угода задовільно працювала до смерті Бріссона наприкінці 1964 року. Але вона приховувала дві небезпеки. Перша полягала в тому, що річний прибуток майже повністю передавався власникам підприємства. Редакція не могла приймати рішення про інвестиції, модернізацію обладнання: вирішення цих питань залежало від власників капіталу. Друга небезпека полягала в тому, що серед власників з'явився 80-річний Жан Пруво, впевнений у своєму таланті «робити газети» і який бажав, попри свій похилий вік, стати метром в редакції «Ле Фігаро».
Коли було припинено лімітування паперу, «Ле Фігаро» збільшила обсяг до 16 смуг, що дозволило значно розширити редакційний матеріал, а також збільшити кількість реклами і приватних оголошень. Вона стала публікувати військові мемуари генерала Жиро, Вінстона Черчилля, Отто Скорцені тощо. На думку журналу «Еко де ля прес», головна риса «Ле Фігаро» — поміркованість.
Протягом 14 років з 1950 по 1964 рр. долю «Ле Фігаро» визначав Бріссон. Ніхто не оскаржував у редакції його влади. Вимогливий, суворий, він, однак, мав авторитет і симпатію серед своїх співробітників, Бріссон зробив з «Ле Фігаро» злагоджене підприємство з добре підібраною командою. У своєму листі до Пруво від 2 травня 1964 він попереджав про ризик, з яким пов'язано буде будь-яке бажання власників капіталу збільшити свій вплив у «Ле Фігаро».

### Фігаро за часів Ерсана
Криза, що охопила французьку пресу, коли різко зросли ціни на енергоносії, призвела до розорення газети: в 1974 р. був виявлений великий дефіцит, 1975 він став катастрофічним. Пруво став одноосібним власником групи. До 1974 р. «Фігаро» приносила доходи, і Пруво мирився з незалежністю журналістів, але газета з дефіцитом стала нестерпною. Пруво в цей час виповнилося 90 років. Газета була виставлена на продаж. Але протягом місяців після оголошення про продаж не було жодного серйозного пропозиції. Поступово все частіше стали називати ім'я Ерсана.
Робер Ерсан заплатив за газету 73 млн франків. У серпні 1975 року 55-річний Робер Ерсан вступив у володіння нею. Незабаром він публікує редакційну статтю, в якій заявляє про свій намір часто виступати на сторінках «Ле Фігаро». Він сам став представником редакції в раді директорів. Політичну лінію газети контролювали люди Ерсана, які одержували накази від нього особисто.
Першим кроком Ерсана було створення в провінції друкарень-супутників для випуску частини накладу з переданих з Парижа факсиміле смуг. Це дозволяло уникнути транспортних витрат і набагато раніше поширювати газету в провінції. Було передбачено створити 8 поліграфічних центрів. «Ле Фігаро» продавала тоді в провінції не більше 115 тис. прим. Щоб зробити цей проєкт рентабельним, необхідно було значно збільшити поширення.
У Робера Ерсана був грандіозний план просування газети за межі Парижа. На відміну від паризького видання «Ле Фігаро», видання газети в департаменті Іль-де-Франс мало бути збагачене місцевими новинами. На решті території Франції передбачалося поширювати видання «Ле Фігаро», в які увіллються провінційні газети Ерсана, тобто йшлося про поступове приєднання до «Ле Фігаро» належних йому регіональних газет. Першою з'явилася «Фігаро-Норманді». Крім того Ерсан влаштовує круїз на Карибські острови для керівників 200 найвідоміших рекламних агентств. Ця акція вартістю у 5 млн франків дозволила створити нові зв'язки і закріпити наявні.
На початку 1980-х років французькі оглядачі відносили «Ле Фігаро» до прибуткових видань, хоча прибутки їй забезпечували журнальні додатки за рахунок реклами. Завдяки їм і газетам Ерсана вдавалося підтримувати стабільний наклад. Перший додаток — журнал «Фігаро-магазин» — було випущено в жовтні 1978 р. Це нововведення Ерсан підхопили видавці майже всіх щоденних паризьких газет.
У 1981 р. поширення «Ле Фігаро» з додатком по суботах у Парижі й Паризькому районі досягло 100 тис. примірників, в той час, як в інші дні воно не перевищувало 80 тис. Сподіваючись на подібний успіх, Ерсан в 1981 році став випускати «Франс-суар-магазин». Перевага, одержуване щоденною газетою, при цьому подвійне: додаток дозволяє, з одного боку, завоювати нових читачів, які можливо стануть купувати газету не тільки по суботах, з іншого боку, воно дає можливість збільшити доходи як від продажу (газети в ці дні продаються дорожче), так і від реклами.

### Нова формула
Газета залишається основним виданням філії «Сокпресс» групи Ерсан. Однак наприкінці 1990-х поширення «Фігаро» починає знижуватися і починається пошук нової формули газети. Оновлена газета виходить 29 листопада 1999 р. У розділі «ЗМІ та реклама» економічного додатку опублікована стаття «„Фігаро“ — газета, найближча своїм читачам». «Ніякої революції, — пише автор, — йдеться про глибоку еволюцію, щоб краще відповідати запитам читачів, які в епоху переходу до нового тисячоліття змінюють свої пріоритети й інтереси як по відношенню до нових технологій, європейських проблем, так і по відношенню до повсякденного життя. „Фігаро“ прагне стати газетою сучаснішою, динамічнішою, відкритішою, тобто ще більше наблизитися до своїх читачів». Перші сторінки газети присвячуються міжнародним новинам, причому ціла смуга відводиться Європі. Потім слідують публікації з проблем внутрішньої політики, суспільства, місцевого життя. Розворот у центрі газети відводиться під рубрику «Дебати і думки».
Директор Ів де-Шезмартен пояснює вибір редакції так: «Ми змінюємо порядок матеріалів, розміщуючи спочатку новини, а потім думки. Раніше газета відкривалася з редакційної статті. Читач починав знайомитися з номером зі статті, в якій вже висловлювалася позиція. Тепер редакційну статтю ми перемістили в центр газети, значно розширивши місце для дебатів. Газета буде відкрита для вираження різних думок, полеміки та інтерактивності завдяки читацькій пошті». У новій формулі відводиться більше ролі інформації, що стосується повсякденного життя читачів (відпочинок, споживання, подорожі, мода тощо). У новій рубриці «Мультимедіа» публікуються матеріали про нові технології, мобільні телефони, інтернет. Спеціальна рубрика присвячена питанням культури.
Значних змін зазнала перша смуга. Зліва вертикальна колонка дає анонс основних тем номера. У центрі — стаття, супроводжувана великим знімком. Під нею в підвалі два матеріали про найзначніші події займають місце карикатури, переміщеної в рубрику «Дебати і думки». Фінансово-економічна вкладка залишилася колишньою. Верстка стала вільнішою. Газета стала яскравішою. Творці нової формули прагнули полегшити читання газети. Присутні ієрархизація і анонсування інформації. Чіткіше стали відділяти факти від коментарів.
Для просування на газетний ринок нової формули та залучення нових читачів була проведена рекламна кампанія, частиною якої стало поширення біля виходів з метро і у газетних кіосків купонів на 5 безкоштовних номерів «Фігаро».

### У володінні Сержа Дассо
У 2002 році голова військово-промислового концерну Серж Дассо стає власником 30 % капіталу «Сокпресс». Не встигнувши вчасно погасити кредити, «Ле Фігаро» стала повністю контролюватися групою Дассо. З 2004 р. «Ле Фігаро» увійшла до складу групи авіапромисловця Серж Дассо, який купив основну філію групи Ерсан «Сокпресс», що випускає близько 70 назв друкованих видань. Ставши на чолі своєї імперії, Серж Дассо тут же висловив намір втручатися безпосередньо у зміст видань, як він це робить по відношенню до тижневика свого департаменту. «Преса — це цікавий світ, який дозволяє просунути деякі ідеї», — сказав Дассо в інтерв'ю журналу «Антрепризи» в грудні 2003 р. З усіх придбаних видань, його, найбільше цікавить «Ле Фігаро».

### Оновлення газети
З 1 жовтня 2005 p. в кіосках з'явилася оновлена «Фігаро». Редакція газети пояснює необхідність змін еволюцією споживання інформації, пов'язаної з її багатством, швидкістю доставки в режимі реального часу, доступністю за допомогою нових носіїв і можливістю отримувати її безкоштовно. Читачі чекають від щоденної преси нових підходів до обробки інформації.
«Фігаро» довго зберігала великий формат, але тенденція переходу щоденних якісних газет на зменшений формат цього разу торкнулася і найстарішої паризької газети, чия ширина зменшилася на 3,4 см. Змінено логотип, який являє собою синій прямокутник з назвою газети білим шрифтом, під яким збереглася знаменита цитата з Бомарше. Збільшилася кількість кольорових фото. На першій смузі фото, що ілюструє основний матеріал, займає чверть площі. Новий макет підготовлений Жаном Бейлем. Чіткіша класифікація інформації за темами і центрами інтересів читачів, менш щільна верстка полегшують читання газети.
Хвиля оновлення торкнулася і журнальних додатків кінця тижня: «Figaro magazine», «Madame Figaro», «TV Magazine». Останній залишається першим з розповсюдження телевізійним тижневиком, через поширення з багатьма регіональними газетами. Одночасно газета оновила свій сайт і розширила пропозиції послуг (зайнятість, спорт тощо).
На рекламну кампанію в пресі, на радіо, телебаченні та в інтернеті було інвестовано 5 млн. євро.

### Фігаро сьогодні
Сьогодні «Ле Фігаро» — авторитетна щоденна газета. Їй притаманні риси як люксового, так і масового видання: політична інформація та сенсації. Завдяки втручанню концерну Робера Ерсана у 1975 році, газета зберегла свої позиції на медіаринку під час кризи загальнонаціональної преси. Залишивши «Ле Фігаро» як основне суспільно-політичне щоденне видання, Робер Ерсан відкрив чимало спеціалізованих додатків, переважно щотижневих, які як дочірні підприємства не мали власної редакції та рахунків і, працюючи на «Ле Фігаро», розподіляли прибуток на всі видання.

## Зміст
Газета складається з 3 окремих зошитів, що мають загальну нумерацію сторінок. Перший зошит (16 смуг) присвячений міжнародним і національним актуальним подіям. Тут читач знайде політичні, суспільні, наукові, спортивні новини, рубрику «Дебати і думки», редакційну статтю, актуальний репортаж. Залишилися незмінними розділи, присвячені охороні здоров'я, споживанню, культурі й телебаченню, включаючи телепрограму, до якої додані кабельні та супутникові канали. Кольорові фотографії розміщені не тільки на першій сторінці, а й на інших сторінках. Кольоровими також стали карти і схеми в розділі метеозведень.
Другий зошит представляють рожеві сторінки, що містять інформацію і коментар міжнародних та внутрішніх проблем економіки. У розділі збереглися рубрики: розслідування, підприємництво, фінанси, ринок, медіа та реклама.
У третьому зошиті читачеві надається чимало інформації про культуру, літературу, спорт, подорожі, здоров'я, телебаченні та інше — про повсякденні проблеми та стиль життя. Тут періодично публікуються тематичні сторінки, що присвячені моді, гастрономії, автомобілям, предметам розкошів тощо. Для молоді створена сторінка, присвячена засобам мультимедіа. Вона займає місце поряд з такими рубриками, як «Автомобілі», «Мода», «Прикраси».
Щотижневі додатки стають четвертим зошитом.

## Критика

### Справа Сержа Дассо
У травні 2016 родич Сержа Дассо, президента Figaro, був причетний до замаху, можливо, політичного характеру. Судді заслуховували Сержа Дассо як свідка. Mediapart була здивована, що ця інформація не з'явилась в Le Figaro.

### Інтенсивне висвітлення воукізму в ЗМІ
За даними Libération у 2023, Le Figaro вирізняється інтенсивним медіа-висвітленням воукізму, який Libération кваліфікує як ідеологічну концепцію, що засуджує прогресивний активізм. Газета публікує численні статті та рецензії на книги на цю тему, і таким чином прагне, як пише Libération, утримати читацьку аудиторію, чутливу до цих тем. Для Libération, платформи Figaro Vox і Le Figaro Magazine особливо активні в антипрогресивній культурній боротьбі, очолюваній новим поколінням журналістів, які розглядають журналістику як ідеологічну боротьбу.

### Редакція сприймається як прихильна до Національного об'єднання
Наступного дня після першого туру дострокових парламентських виборів директор редакції Figaro Алексіс Брезе опублікував редакційну статтю сприйняли як заклик голосувати за Національне об'єднання, після того, як вже викликав суперечки подібним дописом на Europe 1. «Між Барделлою та Меланшоном хто, по совісті, захоче поставити знак рівності? Програма RN, безумовно, у багатьох відношеннях викликає занепокоєння, але в обличчя: антисемітизм, ісламо-лівіцтво, класова ненависть, податкова істерія. Поміщений, що б там не говорилося, під домінування La France insoumise [LFI], Новий Народний Фронт насправді є вектором ідеології, яка принесе країні безчестя та руїну.».

## Додатки
1946 р. — вийшов додаток «Le Figaro litteraire», що і сьогодні виходить щочетверга.
Щопонеділка — спортивний «Le Figaro Entreprises» («Підприємство») та «Figaro Réussir» («Успіх») — 4 сторінки.
Щосереди парижани отримують «Le Figaroscope» (1987) — путівник столичними розвагами (газета весь час представляє себе як видання, орієнтоване на повсякденне життя заможної публіки). «Фігаро» досі веде щоденну колонку світської хроніки — в старовинному значенні цього терміна: тут розповідається не про те, що роблять зірки шоу-бізнесу, а про народження, хрестини, заручини, весілля, поховання та інші події в тих кількох сотнях французьких родин, які складають так зване «добропорядне суспільство» і яким споконвіку було цікаво читати, насамперед, один про одного.
У п'ятницю виходять додатки «Figaro magazine» (з'явився у 1979 р. як якісний інформаційний та аналітичний тижневик) та «Madame Figaro». Останній — це журнал для дам, заснований 1980 року. Його рубрики охоплюють багато сторін жіночого життя: «Здоров'я», «Краса», «Мода», «Кухня», «Діти», «Поради психолога», «Знаменитості», «Подорожі», «Весілля» тощо. Неповторність «Madame Figaro» в тому, що цей жіночий журнал існує як органічна частина сімейства періодичних видань на чолі з «Фігаро», не претендуючи на самодостатність. З жовтня 2006 року на ринку з'явився додаток «Mademoiselle Figaro».
У п'ятницю також виходить телевізійний додаток «TV Magazine».
«Le Figaro Patrimoine» («Фігаро спадщина») — 60-сторінковий щомісячний додаток (виходить з 1994 року), присвячений проблемам культурної спадщини, історичних та архітектурних пам'яток.
Щоденний додаток «Figaro Économie» (з 1990 року), став одним з найвпливовіших франкомовних економічних видань. Вкладка «Le Figaro Et Vous», що видається з 2005 року, щодня оповідає про новини культури.
У гонитві за читачам «Фігаро» стала першою газетою, яка запропонувала в 2004 році за 7 євро, крім журналів «Figaro magazine» і «Madame Figaro», DVD з одним з відомих фільмів.

## Наклад газети
В період з 1995 до 1996 року газета мала наклад у 391 533 примірників, поступаючись Le Parisien (451 159 екземплярів) .
| Рік    | 1999    | 2000    | 2001    | 2002    | 2003    | 2004    | 2005    | 2006    | 2007    | 2008    | 2009    | 2010    | 2011    | 2012    | 2013    |
| ------ | ------- | ------- | ------- | ------- | ------- | ------- | ------- | ------- | ------- | ------- | ------- | ------- | ------- | ------- | ------- |
| Наклад | 366,690 | 360,909 | 366,529 | 369,108 | 369,706 | 365,083 | 337,118 | 332,818 | 338,618 | 330,482 | 323,991 | 325,509 | 329,367 | 330,952 | 329 175 |